# Direction de la documentation et de la sécurité
La direction de la documentation et de la sécurité (DDS) est un service de renseignement tchadien. Elle est créée le 26 janvier 1983 et dissoute en décembre 1990.
Elle est accusée d'etre à l'origine d'assassinat et de disparition de plus de 40.000 personnes durant la période 1983-1990,.